# ظاهرة الحميري (ردفان)

تعديل مصدري - تعديل

ظاهرة الحميري هي إحدى قرى عزلة الحبيلين بمديرية ردفان التابعة لمحافظة لحج، بلغ تعداد سكانها 345 نسمة حسب تعداد اليمن لعام 2004.